# İqor Ponomaryov
İqor Ponomaryov vagy Igor Anatoljevics Ponomarjov, oroszul: Игорь Анатольевич Пономарёв (Baku, 1960. február 24. –) olimpiai bajnok szovjet válogatott azeri labdarúgó, középpályás, edző.

## Pályafutása

### Klubcsapatban
1978 és 1988 között a Nyeftcsi Baku labdarúgója volt. Közben egy évet 1982-ben a CSZKA Moszkva csapatában szerepelt. 1989-ben a svéd IFK Norrköping együttesében játszott és bajnoki címet szerzett a csapattal. Itt fejezte be az aktív labdarúgást.

### A válogatottban
Tagja volt az 1978-as U19-es Európa-bajnok és az 1979-es U20-as világbajnoki ezüstérmes szovjet ifjúsági csapatoknak.
1980. december 4-én egy alkalommal szerepelt a szovjet válogatottban az argentin válogatott ellen. A Mar del Plata-i mérkőzésen 1–1-es döntetlen született. Részt vett az 1988-as szöuli olimpián, ahol egy mérkőzésen lépett a pályára és aranyérmet szerzett a csapattal.

### Edzőként
2000–01-ben az azeri válogatott szövetségi kapitánya volt. 2000. július 26-án Bulgária ellen mutatkozott be szövetségi kapitányként. A várnai találkozón 2–1-es vereséget szenvedett az azeri válogatott. Összesen 15 mérkőzésen irányította a csapatot. Mérlege két győzelem, két döntetlen és 11 vereség volt. Tíz mérkőzés selejtező volt a 2002-es labdarúgó-világbajnokságra. Az azeri válogatott a csoportjában az utolsó helyen végzett öt ponttal. Utolsó mérkőzése, 2001. október 6-án a Svédország elleni vb-selejtező volt Stockholmban, ahol 3–0-s svéd győzelem született.
2002–03-ban a svéd Syrianska, 2004–05-ben a Qarabağ, 2006–07-ben az orosz Masuk KMV, 2008–09-ben a Xəzər Lənkəran, 2019-ben a Sabah vezetőedzője volt.

## Családja
Fia Anatoli Ponomaryov (1982) 16-szoros azeri válogatott labdarúgó.

## Sikerei, díjai
Szovjetunió
- U19-es Európa-bajnokság
  - győztes: 1978
- U20-as világbajnokság
  - döntős: 1979
- Olimpiai játékok
  - aranyérmes: 1988, Szöul

 IFK Norrköping
- Svéd bajnokság
  - bajnok: 1989

## Statisztika

### Mérkőzései a szovjet válogatottban
| Szovjetunió | Szovjetunió          | Szovjetunió                               | Szovjetunió | Szovjetunió | Szovjetunió | Szovjetunió         | Szovjetunió | Szovjetunió |
| #           | Dátum                | Helyszín                                  | Hazai       | Eredmény    | Vendég      | Kiírás              | Gólok       | Esemény     |
| ----------- | -------------------- | ----------------------------------------- | ----------- | ----------- | ----------- | ------------------- | ----------- | ----------- |
| 1.          | 1980. december 4.    | Mar del Plata, José María Minella Stadion | Argentína   | 1 – 1       | Szovjetunió | barátságos          | -           | 56'         |
|             | 1988. szeptember 18. | Puszan, Gudeok Stadion                    | Dél-Korea   | 0 – 0       | Szovjetunió | olimpiai csoportkör | -           |             |
|             | Összesen             |                                           |             | 1           | mérkőzés    |                     | 0           | gól         |

### Mérkőzései azeri szövetségi kapitányként
| Azerbajdzsán | Azerbajdzsán        | Azerbajdzsán                          | Azerbajdzsán     | Azerbajdzsán | Azerbajdzsán | Azerbajdzsán        | Azerbajdzsán | Azerbajdzsán |
| #            | Dátum               | Helyszín                              | Hazai            | Eredmény     | Vendég       | Kiírás              | Gólok        | Esemény      |
| ------------ | ------------------- | ------------------------------------- | ---------------- | ------------ | ------------ | ------------------- | ------------ | ------------ |
| 1.           | 2000. július 26.    | Várna, Szpartak Stadion               | Bulgária         | 2 – 1        | Azerbajdzsán | San Pelegrino torna | -            |              |
| 2.           | 2000. július 27.    | Várna, Ticsa Stadion (BUL)            | Azerbajdzsán     | 1 – 2        | Macedónia    | San Pelegrino torna | -            |              |
| 3.           | 2000. szeptember 2. | Baku, Tofik Bahramov Stadion          | Azerbajdzsán     | 0 – 1        | Svédország   | vb-selejtező        | -            |              |
| 4.           | 2000. október 7.    | Szkopje, Városi Stadion               | Macedónia        | 3 – 0        | Azerbajdzsán | vb-selejtező        | -            |              |
| 5.           | 2000. október 11.   | Baku, Tofik Bahramov Stadion          | Azerbajdzsán     | 0 – 1        | Törökország  | vb-selejtező        | -            |              |
| 6.           | 2001. február 15.   | Várna, Szpartak Stadion (BUL)         | Üzbegisztán      | 2 – 1        | Azerbajdzsán | barátságos          | -            |              |
| 7.           | 2001. február 25.   | Várna, Szpartak Stadion (BUL)         | Fehéroroszország | 0 – 1        | Azerbajdzsán | barátságos          | -            |              |
| 8.           | 2001. március 24.   | Baku, Tofik Bahramov Stadion          | Azerbajdzsán     | 0 – 0        | Moldova      | vb-selejtező        | -            |              |
| 9.           | 2001. március 28.   | Nagyszombat, Anton Malatinský Stadion | Szlovákia        | 3 – 1        | Azerbajdzsán | vb-selejtező        | -            |              |
| 10.          | 2001. május 8.      | Kutaiszi, Ramaz Sengelija Stadion     | Grúzia           | 1 – 0        | Azerbajdzsán | barátságos          | -            |              |
| 11.          | 2001. június 1.     | Isztambul, Beşiktaş İnönü Stadion     | Törökország      | 3 – 0        | Azerbajdzsán | vb-selejtező        | -            |              |
| 12.          | 2001. június 5.     | Baku, Tofik Bahramov Stadion          | Azerbajdzsán     | 2 – 0        | Szlovákia    | vb-selejtező        | -            |              |
| 13.          | 2001. augusztus 31. | Chișinău, Köztársasági Stadion        | Moldova          | 2 – 0        | Azerbajdzsán | vb-selejtező        | -            |              |
| 14.          | 2001. szeptember 4. | Baku, Tofik Bahramov Stadion          | Azerbajdzsán     | 1 – 1        | Macedónia    | vb-selejtező        | -            |              |
| 15.          | 2001. október 6.    | Stockholm, Råsunda Stadion            | Svédország       | 3 – 0        | Azerbajdzsán | vb-selejtező        | -            |              |
|              | Összesen            |                                       |                  | 15           | mérkőzés     |                     | –            | gól          |